# Saint-Léger-de-Montbrillais
Saint-Léger-de-Montbrillais är en kommun i departementet Vienne i regionen Nouvelle-Aquitaine i västra Frankrike. Kommunen ligger i kantonen Les Trois-Moutiers som tillhör arrondissementet Châtellerault. År 2022 hade Saint-Léger-de-Montbrillais 347 invånare.

## Befolkningsutveckling
Antalet invånare i kommunen Saint-Léger-de-Montbrillais
| Referens: INSEE |